# Armada nilotica
Armada nilotica là một loài bướm đêm trong họ Noctuidae.